# صفية موني
صفية موني (بالألمانية: Safia Monney)‏ وتسمى أيضا بصفية البغدادي (بالألمانية: Safia Monney)‏ وهي ممثلة فرنسية ألمانية ولدت في يوم 21 يونيو 1985 في مدينة برلين عاصمة ألمانيا وهي من أب عراقي وأم فرنسية ومثلت عدة أفلام في ألمانيا وفرنسا والنمسا.

## روابط خارجية
- صفية موني على موقع IMDb (الإنجليزية)
- صفية موني على موقع كينوبويسك (الروسية)